# Улица Абая
У́лица Аба́я —  улица в Советском районе города Орска Оренбургской области. Расположена на восточной окраине входящего в состав города посёлка Старая биофабрика. Названа в честь выдающегося казахского поэта и мылителя Абая Кунанбаева (1845—1904).
Улица начала застраиваться в основном каменными домами в 1886 году работниками Тургайской заводской конюшни Государственного конезаводства. В настоящее время историческая застройка улицы находится в полуразрушенном или полностью разрушенном состоянии. Застройка советского периода представлена одноэтажными саманными, шлакоблочными и шпальными жилыми домами с дворовыми постройками для содержания домашнего скота.